# レイ・レッパン
レイ・レッパン（Raymond John Leppan、1979年7月20日-）は、南アフリカの元プロレスラー。ヨハネスブルグ出身。

## 来歴

### キャリア初期
ポール・ロイド・ジュニアと共にプロレスと勉学においての教養を養うためにイギリスに5年間留学。イギリスの団体であるFWAのレスリング・アカデミーでトレーニングを積んだ。
2006年にロイドと南アフリカに帰国し、WWP（World Wrestling Professionals）に入団。ロイドとピュア・ジュース（Pure Juice）なるタッグチームを結成し、トップへと成長。ロイドがWWPから離脱してからはシングルへと転向し、肉体を改造すると技にも魅力あるパワーファイターへと変貌した。

### WWE

#### FCW / NXT
ロイドから遅れること2年、2010年にWWEとディペロップメント契約。傘下であるFCWにてレオ・クルーガー（Leo Kruger）のリングネームでデビュー。夏頃から出番が増え始め、2011年よりシングルとして活動。9月にフェイタル4ウェイ形式によるFCWフロリダヘビー級王座戦を制してベルトを奪取。
2012年、リーキー、マイク・ダルトン、セス・ロリンズといったレスラーたちとベルトを賭けて抗争を展開するが、ロリンズからベルトを奪取された。5月、FCWとNXTが統合され新設されたNXT王座を争うゴールドラッシュ・トーナメントに参加するがリッチー・スティムボートに敗れた。9月より狂った密猟者ギミックで活動を開始。12月5日、タイソン・キッドとの試合において敗戦するが、直後に介入してきたカシアス・オーノがタイソン・キッドを襲撃し結託。カシアスとタッグを組んでインターナショナル・エアストライク（タイソン・キッド & ジャスティン・ガブリエル）と抗争。
2013年1月、新たに開設したNXTタッグ王座を懸けた初代王者組を決めるトーナメントにオーノと出場するが準決勝にてブリティッシュ・アンビションと対戦し敗戦した。以降、オーノとのタッグは解消し、シングルに戻って抗争中であったガブリエルと対戦することになるが、いずれも勝利した。ガブリエルとの抗争後、7月よりNXT王座を狙い、ベルトを保持するボー・ダラスと抗争するも惜敗した。9月よりエグザビアー・ウッズ、アントニオ・セザーロと抗争を展開した。
NXTでは常連として定着していたものの、11月23日のNXT Liveにてリングネームをアダム・ローズ（Adam Rose）へと変更すると共に、映画である寝取られ男のラブ♂バカンスのスピンオフ作品である伝説のロックスター再生計画！のラッセル・ブランド演じるロックの神様ことアルダス・スノーを基にしたロックスターギミックへと一新。バロン・カービンを相手にギミック変更後の初勝利を手にした。以降、NXT Liveにてウェスリー・ブレイク、コリー・グレイブスから勝利。また、2014年1月17日にはテンサイと対戦して勝利した。3月6日、NXTにてアダム・ローズとしてパーティー好きで豪遊するキザな男というギミックで初登場。彼を信望し、思い思いの仮装で盛り上がるローズバズ（Rosebuds）なる多数の男女を引き連れて入場。ウェスリー・ブレイクを相手に難なく勝利してみせた。以降、カマーチョやダニー・バーチといった相手に連勝した。

#### WWE
2014年4月7日、RAWにてビデオプロモーションが行われた。WWEと並行してNXTではカマーチョを引き合いに出して馬鹿にしていた事から抗争へと展開。5月5日、RAWにてジャック・スワガーとゼブ・コルターがリング上にて他国出身のスター達を愚弄していたところにローズ・バズを引き連れて登場し、スワガーとコルターを挑発した。以降、RAWやSmackDownにて挑発し続けた事によりスワガーとの抗争へと展開。5月26日、RAWにてダミアン・サンドウを相手にデビュー戦を行う。試合途中にスワガーがパーティーメンバーの一人を人質にし、隙を突いた背後からサンドウに襲われるも、結局はパーティー・フォールを決めて勝利。そのうえ、直後に襲撃してきたスワガーも返り討ちにした。
5月29日、NXTのTakeoverにてカマーチョと因縁の対決を行い勝利した。RAWではローズバズの一人であるザ・バニーのアシストを受けるようになり、スレイター・ゲイター（ヒース・スレイター & タイタス・オニール）と抗争を展開。10月7日、SmackDown15周年記念大会にてケインとの試合を組まれるがジョバーという形で敗戦。11月7日、Rトゥルースとの対戦にてRトゥルースの代名詞でもある "What's up!?" チャントに続いて自身も叫ぶがブーイングを受け、試合でもザ・バニーに気を逸らされた隙を突かれて丸め込まれ敗戦。試合後にザ・バニーを押し倒して、他のローズ・バズと共にバックステージへと戻る。同月17日のSmackDownではザ・バニーとタッグを組んでゴールダスト & スターダストと対戦。試合途中まで優勢に進めていたもののザ・バニーからのタッチを拒否をした事で敗戦。試合後にはザ・バニーにパーティー・ファールを決め、以降もザ・バニーとギクシャクした関係を続ける。
2015年1月、ザ・バニーの正体がガブリエルである事が退団後に発覚してストーリーは頓挫。以降、前座番組であるMain EventとSuperstarsでの出場が中心となり、8月より自身からレオ・クルーガーへのギミックへ戻りたい事を告白すると同月よりWWE Liveにてブラッド・マドックスとビーフ・モード（Beef Mode）なるタッグチームを結成したかと思えば、9月より眼鏡をかけてコスチュームをショートパンツへと一新したパーティーの盛り上げ下手なパーティー・プーパーギミックへと変更。10月13日にはプロモーションにてザ・バニーの再来を予告するが、同月16日のメキシコでのWWE Liveにてファンダンゴとの対戦でキックを受けた際に脳震盪を起こし欠場した。
2016年1月4日、RAWにてヒース・スレイター vs ドルフ・ジグラーとの対戦の際にスレイターのセコンドとしてカーティス・アクセル、ボー・ダラスと共にソーシャル・アウトキャスト（Social Outcasts）なるユニットを結成して登場。終盤にジグラーのスーパーキックを浴びて窮地に陥ったスレイターをサポートするためにアクセルとダラスで介入し、隙の出来たジグラーに対してスレイターが丸め込んで勝利。同月13日、ユニットの結成経緯に関して4名全員が元王者であり才能を持ち合わせているのに長期間まともな扱いを受けなかったという共通点があったとインタビューで答えた。
4月16日、ウェルネスポリシーに関する違反を犯し60日間の出場停止処分を受けた。5月11日、フロリダ州に所在する自宅にて妻に対する家庭内暴力で通報された事によりドメスティックバイオレンスの容疑で逮捕。この事件によりWWEからは無期限による出場停止が発表された。同月23日、WWEに契約解除を求めて受理され、退団となった。

### インディー団体
WWE解雇後、リングネームをアルド・ローズ（Aldo Rose）へと変更し、髪型を短髪にする。2016年7月23日、マサチューセッツ州を拠点とするBTW（Big Time Wrestling）に参戦。元WWE所属のダミアン・サンドウと対戦。最後に丸め込まれると3カウントを奪われ敗戦した。8月18日、ニック・ディンスモアがサウスダコタ州にて主宰するMidwest All Pro（Midwest All Pro Wrestling）に参戦。ディンスモアと組んでデヴィン・トーマス & ネイト・レッドウィングと対戦。最後にトーマスへ自身のスウィート・チン・ミュージックからディンスモアのペディグリーへと連携を決めて勝利した。
2019年3月18日、自身のインスタグラムでプロレスを引退することを発表した。

## 得意技
- パーティー・ファール

フィニッシャー。スナップメア・ドライバー
- エレモネーター

高角度スパインバスター
技名の由来はエリミネーター（Eliminator）とレモン（Lemon）を掛けた造語。
- スライス

ランニング掌打
- GC3

キーロック
- クルーガー・エンド

ハングマンズ・フェイスバスター
- スリーパーホールド
- スーパースタッドストライク

スウィンギング・フィッシャーマンスープレックス
- ダミオン・デバイス

WWP所属時のフィニッシャー。シャープシューター
- ダミオン・ドライバー

WWP所属時のフィニッシャー。クレイドル・パイルドライバー
- ハンマーロック
- ダイビング・クロス・ボディ
- スイングDDT
- トペ・スイシーダ

## 獲得タイトル
FCW
- FCWフロリダヘビー級王座 : 2回

WWP
- WWP世界ヘビー級王座 : 1回

## 入場曲
- Hot House
- Excessive Testosteron
- Grand March from Aida
- Medieval Rock 2
- Let It Go
- World Goes Wild
- Break Away
- More Than One Man
- Outcast